# Riedelia stricta
Riedelia stricta är en enhjärtbladig växtart som beskrevs av Karl Moritz Schumann. Riedelia stricta ingår i släktet Riedelia och familjen Zingiberaceae. Inga underarter finns listade i Catalogue of Life.